# Samuel Wendell Williston
Samuel Wendell Williston (10 de julho de 1851 - 30 de agosto de 1918) foi um educador, entomologista e paleontologista americano que foi o primeiro a propor que os pássaros se desenvolvessem em voo superficial (correndo), em vez de arborealmente (pulando de árvore em árvore). Ele era especialista em moscas, Diptera.
Ele é lembrado pela Lei de Williston, que afirma que partes de um organismo, como membros de artrópodes, tornam-se reduzidas em número e especializadas em função através da história evolucionária.

## Vida pregressa

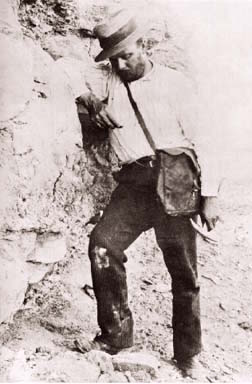
Williston em 1891

Williston nasceu em Boston, Massachusetts, filho de Samuel Williston e Jane A. Williston e Turner. Quando criança, a família de Williston viajou para o Território do Kansas em 1857, sob os auspícios da New England Emigrant Aid Company para ajudar a combater a extensão da escravidão. Ele foi criado em Manhattan, Kansas, cursou a escola pública lá e se formou na Kansas State Agricultural College (hoje Kansas State University) em 1872, depois de receber um Magister Artium dessa instituição.
Em 1874, ele iniciou sua primeira expedição de caça a fósseis no campo para Othniel Charles Marsh na Universidade de Yale, sob a orientação de Benjamin Franklin Mudge, e liderou sua primeira expedição em 1877. Com Mudge, Williston descobriu os primeiros fósseis dos dinossauros Allosaurus e Diplodocus. Ele foi conhecido por ilustrar minuciosamente os achados. Em 1880, ele se matriculou na Universidade de Yale, por vários anos foi aluno de pós-graduação e membro do corpo docente. Por essa época, ele propôs o primeiro modelo explícito para a origem terrestre do voo das aves (isto é, os dinossauros desenvolveram voo correndo ao longo do solo, em vez de pular de árvores).
Williston retornou ao Kansas em 1890, para assumir uma posição na faculdade da Universidade do Kansas como professor de geologia e anatomia. Em 1899, ele foi nomeado o primeiro decano da nova Escola de Medicina de lá. Ele também era membro dos conselhos estaduais de saúde e médicos legistas. Em 1902, Williston deixou o Kansas novamente e assumiu a cadeira de paleontologia na Universidade de Chicago.
Williston foi membro da Sociedade Geológica da América e correspondente estrangeiro das sociedades geológicas e zoológicas de Londres. Ele foi presidente da Academia de Ciências do Kansas e, em 1903, tornou-se presidente da Sociedade de Paleontologia de Vertebrados. Ele foi autor de vários livros, e a Smithsonian Institution agora administra um fundo de doações em seu nome.

## Trabalho com dípteros
Embora nunca tenha sido empregado como entomologista profissional, Samuel W. Williston era membro da Sociedade Entomológica da América desde 1915, e era um renomado especialista em taxonomia e sistemática de moscas (Diptera). Ele se tornou o primeiro especialista norte-americano nesse grupo, publicando mais de 50 livros e documentos e nomeando mais de 1250 espécies. Seus trabalhos mais conhecidos foram as três edições do Manual of North American Diptera (1888, 1896, 1908).

## Lei de Williston
Williston notou que, ao longo do tempo evolutivo, as partes modulares e repetidas em série que distinguiam grupos de animais exibiam tendências em números e tipos. Por exemplo, os vertebrados antigos eram caracterizados por bocas que continham principalmente dentes semelhantes, enquanto os vertebrados recentes são caracterizados por bocas com diferentes tipos de dentes, adaptados para morder, rasgar e compactar alimentos; as diferenças em última análise caracterizaram dietas diferentes, com carnívoros portando incisivos, caninos e carnassiais, e pastadores portando principalmente molares. Em 1914, Williston declarou que "também é uma lei em evolução que as partes de um organismo tendem a reduzir o número, com menos partes muito especializadas em função".